# Erik Arnaud
Erik Arnaud est un chanteur français né en 1974.

## Biographie
Erik Arnaud débute en tant que guitariste dans le groupe Mister Butterfly.
En 1998, Erik Arnaud sort son premier album © 1998 Amerik sur le petit label indépendant bordelais Aliénor Records. En 1999, sur la tournée qui suit, Erik Arnaud est accompagné de Florent Marchet au clavier. Erik Arnaud participe notamment au Festival de La Route du Rock de Saint-Malo cette année-là. Le 30 mars, Erik Arnaud participe à une des Black sessions de Bernard Lenoir en compagnie de Statics.
Deuxième album : Comment je vis sort le 5 février 2002 en imposant un ton cynique et désabusé. Production signée Monte Vallier, ancien bassiste de Swell. Dans le morceau Comme au cinéma, Erik Arnaud parle du tristement célèbre Jean-Claude Romand.
En 2003, Erik participe à la réalisation de Le coup du siècle, un 4 titres autoproduit par le groupe orléanais Karl Alex Steffen.
En 2005, Erik Arnaud apparaît sur l'album Music For Girls de Minizza. Il fait des voix et de la guitare sur le morceau Mutilé De Guerre. La même année, Erik prend part à l'enregistrement et au mixage de Billet express de Karl Alex Steffen.
En 2006, il participe au deuxième album de Florent Marchet Rio Baril (qui parait le 8 janvier 2007). À l'occasion de cet album, une tournée est prévue où Erik Arnaud accompagnera Florent Marchet à la basse et à la guitare.
Le 1er février 2010, Erik Arnaud sort son troisième album L'armure (matrice recordings/monopsone) précédé d'un EP C'est pas l'enfer à l'automne 2009.
Il est membre de Nodiva, un collectif de création musicale : chansons (paroles, compositions, arrangements) + réalisation + musique de film + performances à la croisée de la musique et de la littérature. Autres membres du collectif : l'écrivain Arnaud Cathrine, le chanteur Florent Marchet, et la chanteuse Valérie Leulliot (Autour de Lucie).

## Discographie
- 1998 : © 1998 Amerik (Aliénor Records)
- 2002 : Comment je vis (Labels)
- 2009 : C'est pas l'enfer EP (matrice recordings/monopsone)
- 2010 : L'armure (matrice recordings/monopsone)
Titres :
  1. cheval 03:55
  2. richard cordoba 03:18
  3. nous sommes 04:18
  4. rue de parme 02:22
  5. vies monotones 02:51 (reprise du titre de Gérard Manset)
  6. rocco 03:39
  7. abigael 03:46
  8. nous vieillirons ensemble 03:34
  9. combat 03:21
  10. l'armure 04:05